# Шахматный вестник
«Шахматный вестник» — название ряда шахматных журналов.

## Санкт-Петербург 1885—1887
Ежемесячный журнал, издававшийся в Петербурге в июле 1885 — январе 1887. Орган Петербургского общества любителей шахматной игры. Издание в основном осуществлялось М. Чигориным, рассматривавшим его как продолжение журнала «Шахматный листок» и видевшим его задачу в распространении шахматных знаний в России и объединении русских шахматистов: «Организация и деятельность! — вот пароль и лозунг борца за будущее процветание шахмат в нашем отечестве». Журнал опубликовал ряд чигоринских материалов (например, «Матч Стейница и его критики», 1886). 

## Москва 1913—1916
Двухнедельный журнал, издававшийся в Москве в январе 1913 — октябре 1916. Издатель — Алексей Алехин (брат будущего чемпиона мира Александра Алехина), редактор — С. Симсон. Возникновение издания стимулировало подъём шахматной жизни в России. В редакционном обращении к читателям говорилось, что популярность шахмат в России с момента издания «Шахматного вестника» М. Чигориным (1885—1887) возросла: появилось немало сильных мастеров, значительно пополнились ряды любителей. 
«Шахматный вестник» сразу выдвинулся в число лучших шахматных изданий мира, в основном благодаря широте информации, оперативному освещению шахматной жизни, высокому качеству комментариев к партиям. Содержательно велись разделы партий (редакторы — О. Бернштейн и Д. Павлов), турниров по переписке (Алексей Алехин), композиции (Л. Залкинд и В. Платов), русской и иностранной хроники (К. Исаков и Симсон). В журнале активно сотрудничал Александр Алехин. Журнал предпринимал попытки создания «Всероссийского шахматного союза». Тираж «Шахматный вестник» (1 тысяча экземпляров) был для того времени небывало высоким, однако издательские расходы покрывались лишь наполовину; финансовое положение журнала особенно ухудшилось в связи с 1-й мировой войной 1914—1918; издание окончательно прекратилось в 1916 (№ 19—20). «Шахматный вестник» был последним периодическим изданием дореволюционной шахматной печати России.

## Москва 1992—1994
После распада СССР произошло объединение в 1992 году журналов «Шахматы в СССР» и «Экспресс-шахматы», в результате получившее название «Шахматный вестник». В 1995 журнал был ещё раз переименован и до 1999 года носил название «Шахматы в России», после чего прекратил своё существование.